# عثمان خان
عثمان خان (14 مايو 1985 في باكستان - ) هو لاعب كريكت باكستاني.

## وصلات خارجية
- عثمان خان على موقع إي آس بي آن كريك إنفو (الإنجليزية)